# Friedrich Karl Fromm

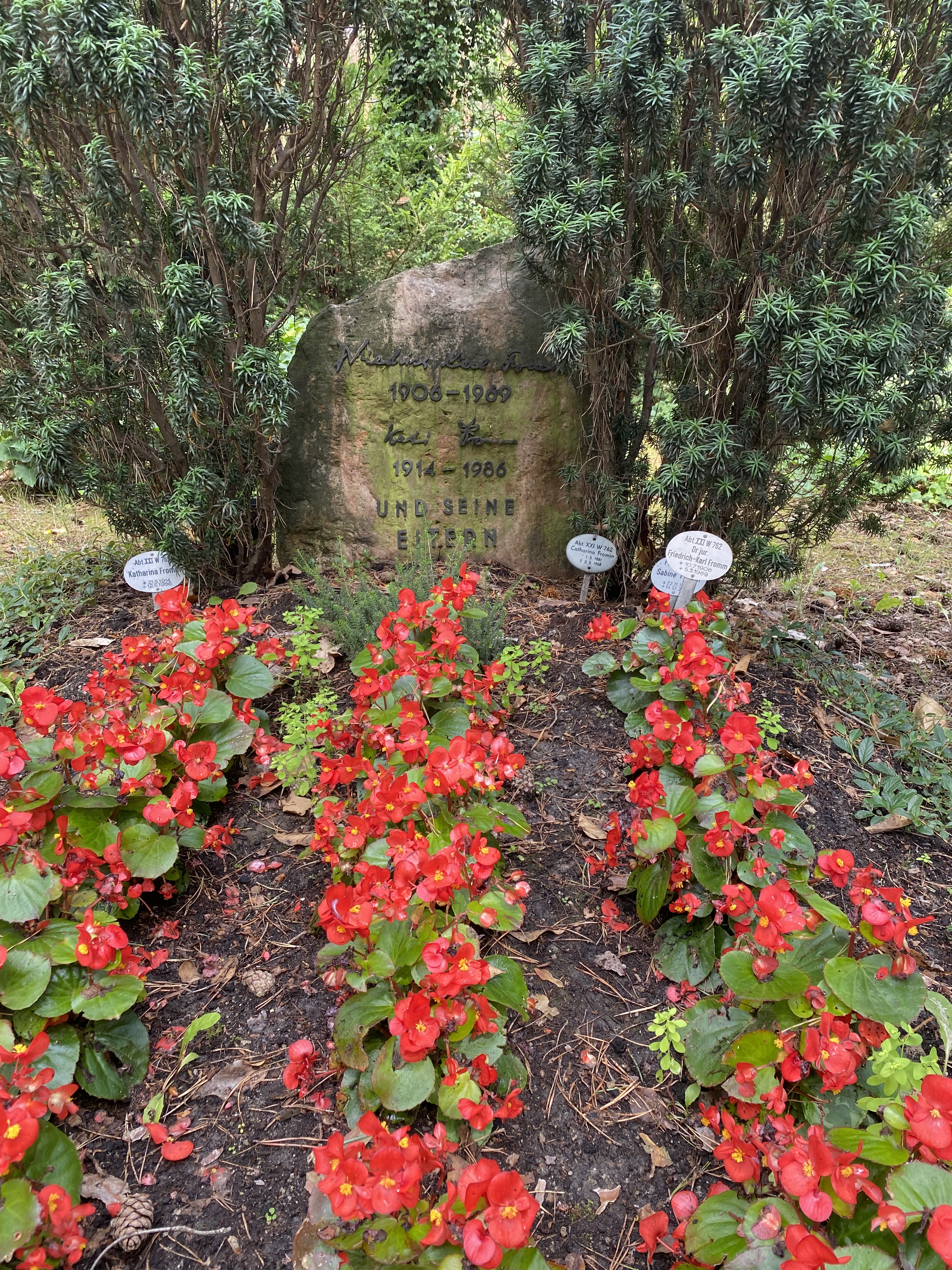
Grabstätte auf dem Waldfriedhof Zehlendorf

Friedrich Karl Fromm (* 10. Juli 1906; † 5. März 1969 in Berlin) war ein deutscher Dichterjurist.

## Leben
Fromm promovierte zum Dr. jur. und gründete 1945 in Berlin eine Kanzlei, die später von Wilhelm Nordemann fortgeführt wurde. Gemeinsam mit diesem begründete er 1966 auch den ersten Kommentar zum deutschen Urheberrechtsgesetz von 1965, der 2014 in 11. Auflage erschien.
Seine literarischen Werke sind die Komödie Säuberung in Ithaka von 1948 und die Tragödie Urian von 1956.
Friedrich Karl Fromm wurde auf dem Waldfriedhof Zehlendorf (Feld 046-467) beigesetzt.